# Pietro Ottoboni (1667-1740)
Pour les articles homonymes, voir Pietro Ottoboni.
Pietro Ottoboni, né le 2 juillet 1667 à Venise, alors dans la république de Venise, et mort le 29 février 1740 à Rome, est un cardinal italien de l'Église catholique de la seconde moitié du XVIIe et du début du XVIIIe siècle, nommé par le pape Alexandre VIII dont il est le petit-neveu. Pietro Ottoboni exerce diverses fonctions au sein de la Curie romaine, notamment au Tribunal suprême de la Signature apostolique.
Le cardinal Ottoboni est un grand mécène d'arts, surtout de compositeurs comme Arcangelo Corelli, Georg Friedrich Haendel et Antonio Vivaldi et écrit même des textes pour des cantates mises en musique par ceux-ci. Il fut le dernier à porter le titre curial de cardinal-neveu, qui fut aboli dès 1692 par le pape Innocent XII, successeur d'Alexandre VIII sur le siège pontifical. Ottoboni aimait la pompe, la magnificence, tout en étant aimable, prêt à servir, munificent et charitable.

## Biographie

### Haut dignitaire ecclésiastique
La famille de Pietro Ottoboni, lignée patricienne dont le membre le plus illustre était son grand-oncle le pape Alexandre VIII (1689-1691), avait accédé à la plus haute noblesse vénitienne au courant du XVIIe siècle.
Lui-même reçut la tonsure et les ordres mineurs le 20 octobre 1689, fut créé cardinal-diacre au consistoire du 7 novembre 1689 et reçut le chapeau cardinalice le 14 novembre. En 1689, il fut nommé surintendant général des Affaires du siège apostolique, gouverneur des cités de Fermo, et Tivoli, ainsi que du territoire de Capranica. Il est légat d'Avignon de 1690 à 1693. Il est nommé protecteur de France en 1724 et abbé commendataire de plusieurs abbayes en France, notamment Marchiennes et de l'abbaye Saint-Paul de Verdun.
Il fut vice-chancelier de la Sainte Église romaine du 14 novembre 1689 jusqu'à sa mort. Successivement cardinal-évêque de Sabina (1725), de Frascati (1730), de Porto - Santa Rufina (1734), il devint également vice-doyen puis doyen du Collège des cardinaux le 3 septembre 1738. Pour compléter la liste de ses titulatures, il fut également archiprêtre des basiliques de Sainte-Marie-Majeure de 1702 à 1730 et de Saint-Jean-de-Latran à partir de 1730, secrétaire de l'Inquisition romaine à partir de 1726, Grand Prieur d'Irlande.
Il participe au conclave de 1691, lors duquel Innocent XII est élu pape, et à ceux de 1700 (élection de Clément XI), de 1721 (élection d'Innocent XIII), de 1724 (élection de Benoît XIII), de 1730 (élection de Clément XII) et à celui de 1740 (élection de Benoît XIV), mais il meurt au cours de ce dernier conclave.
Il meurt le 29 février 1740 après un cardinalat de 50 ans et 108 jours, de novembre 1689 à février 1740, ce qui en fait un des plus longs de l'histoire.

### Grand mécène

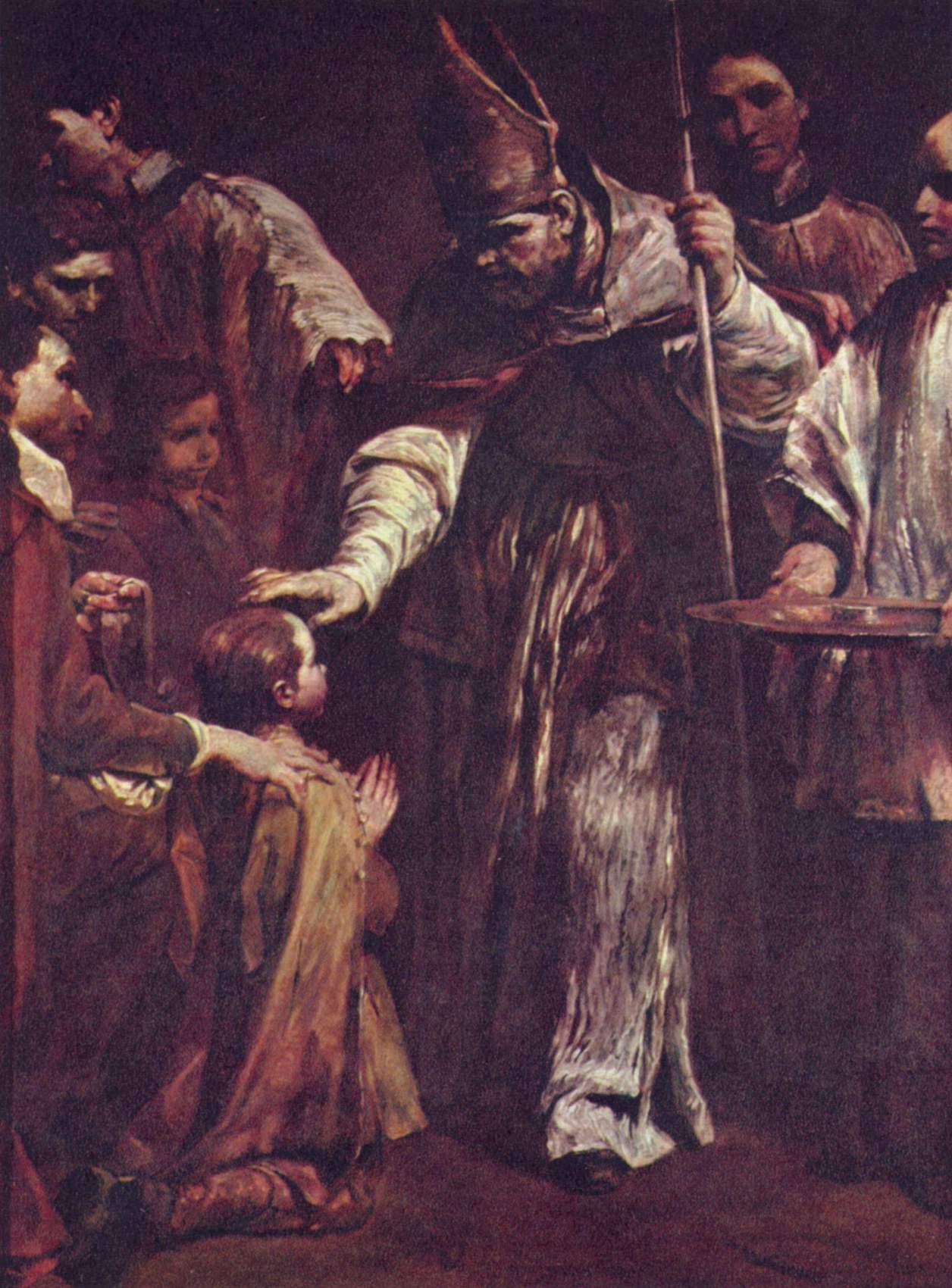
La Confirmation, partie de la série des Sept Sacrements par Giuseppe Maria Crespi. Staatliche Kunstsammlungen, Dresde.

Figure de premier plan de l'Académie d'Arcadie en tant que poète, Ottoboni fut aussi l'un des plus grands mécènes de son époque. Il résidait au Palazzo della Cancelleria, où il avait commencé à faire construire un théâtre en 1689. Entre 1709 et 1720, Filippo Juvarra entra dans son entourage et agrandit le théâtre. Domenico Paradisi (?) et Angelo de Rossi furent responsables de la décoration des appartements du palais.
Un de ses protégés, le castrat Andrea Adami (en), devint maître des chœurs pontificaux de la chapelle Sixtine.
Ottoboni employait Arcangelo Corelli, le meilleur violoniste de sa génération, pour ses concerts nocturnes du lundi intitulés académies. C'est pendant ces concerts que Georg Friedrich Haendel et Corelli se rencontrèrent. Lorsque ce dernier mourut en 1713, il légua ses biens, comprenant des tableaux de grande valeur, au cardinal ; celui-ci en distribua les montants importants aux relations de Corelli et lui fit édifier une tombe digne d'un prince au Panthéon de Rome. Il protégea et favorisa également d'autres musiciens : Alessandro Scarlatti, Antonio Vivaldi ou Antonio Caldara et Georg Friedrich Haendel.
C'est dans son palais qu'eut lieu la mémorable joute musicale opposant à l'orgue et au clavecin Haendel et Scarlatti. Ottoboni, comme d'autres cardinaux, composait même des textes de cantates mises en musique par les compositeurs qu'il recevait. Quand l'opéra fut interdit à Rome par le pape, des représentations privées se faisaient dans le palais de la Cancelleria. Son retour triomphal à Venise en 1726 fut marqué par de grandes festivités comprenant une sérénade intitulée Andromeda liberata, avec des airs composés par plusieurs compositeurs vénitiens dont Vivaldi.
Le jeune architecte sicilien Giovanni Battista Vaccarini, les peintres Sebastiano Conca, Sebastiano Ricci et Francesco Trevisani - ce dernier résidant à la cour pendant presque quatre décennies - bénéficièrent aussi de sa protection. L'une de ses commandes les plus importantes fut la série des Sept sacrements peinte en 1712 par Giuseppe Maria Crespi qui se trouve aujourd'hui au musée de Dresde. En 1735 il fit don de ses sculptures romaines et d'autres antiquités au musée du Capitole. C'est pendant la dernière décennie de sa vie qu'Ottoboni s'occupa le plus de mécénat.
Il était considéré comme papabile, mais quitta le conclave de 1740 réuni après la mort de Clément XII par suite de fièvre. Il mourut trois jours plus tard. Ses héritiers profitèrent de ce que le siège pontifical fût vacant pour déménager tout ce qu'ils purent du Palazzo della Cancelleria. On possède une description complète de la collection de peintures du cardinal, ainsi que des emplacements qui donnent une idée précise de toutes ses acquisitions sur une période de cinquante ans. On y dénombre 530 tableaux, dont certains hérités de son grand-oncle. Les peintres les plus importants sont mentionnés ci-dessus ; les autres étaient de Benedetto Luti, Guido Reni, Giovanni Battista Gaulli, Tintoretto, Pusini, Giuseppe Bartolomeo Chiari, Pietro da Cortona, Francesco Albani, Jacopo Bassano, Giovanni Baglione, Giacinto Brandi, Giuseppe Cesari et Véronèse. À Rome, Ottoboni avait aussi appris à apprécier la peinture du nord de l'Europe, telle que celle de Caspar van Wittel et Gerrit van Honthorst. Son patrimoine fut vendu en quatre fois, et ses collections dispersées à travers l'Europe. Tous les comptes en furent rendus en 1752.
Quatre tableaux représentant des apôtres sont sur le marché de l'art italien : Saint Barnabé par Girolamo Pesci ; Saint Philippe par Giuseppe Ghezzi ; Saint Jacques le majeur par Giovanni Paolo Melchiorri et Saint Matthieu par Giuseppe Passeri.